# Feel Good Hits
Feel Good Hits var en kommersiell radiostation i Sverige. Stationen drevs av Bauer Media.
Radiostationen lanserades 13 januari 2022 som Radio Disney med Thomas Hindersson, John Lundvik, Karolina Widerström, Paul Haukka och Jonas Rhodiner som programledare från start. Stationen var ursprungligen ett samarbete med The Walt Disney Company. Ett år senare döptes radiokanalen om till Feel Good Hits.
Den 7 maj 2025 kl 12.00 ersattes Feel Good Hits av den nya radiokanalen Sportsnack Sverige.